# إيرني إدواردز
إيرني إدواردز (بالإنجليزية: Ernie Edwards)‏ (17 فبراير 1892 في المملكة المتحدة - ) هو لاعب كرة قدم بريطاني (وحمل سابقاً جنسية المملكة المتحدة لبريطانيا العظمى وأيرلندا) في مركز الوسط. لعب مع برمنغهام سيتي ونادي ساوثيند يونايتد ونيوبورت كونتي ووست بروميتش ألبيون ونادي كيدرمينستر هاريرز لكرة القدم وMerthyr Town F.C. ‏ وDudley Town F.C. ‏ وRedditch United F.C. ‏.